# Пустынь

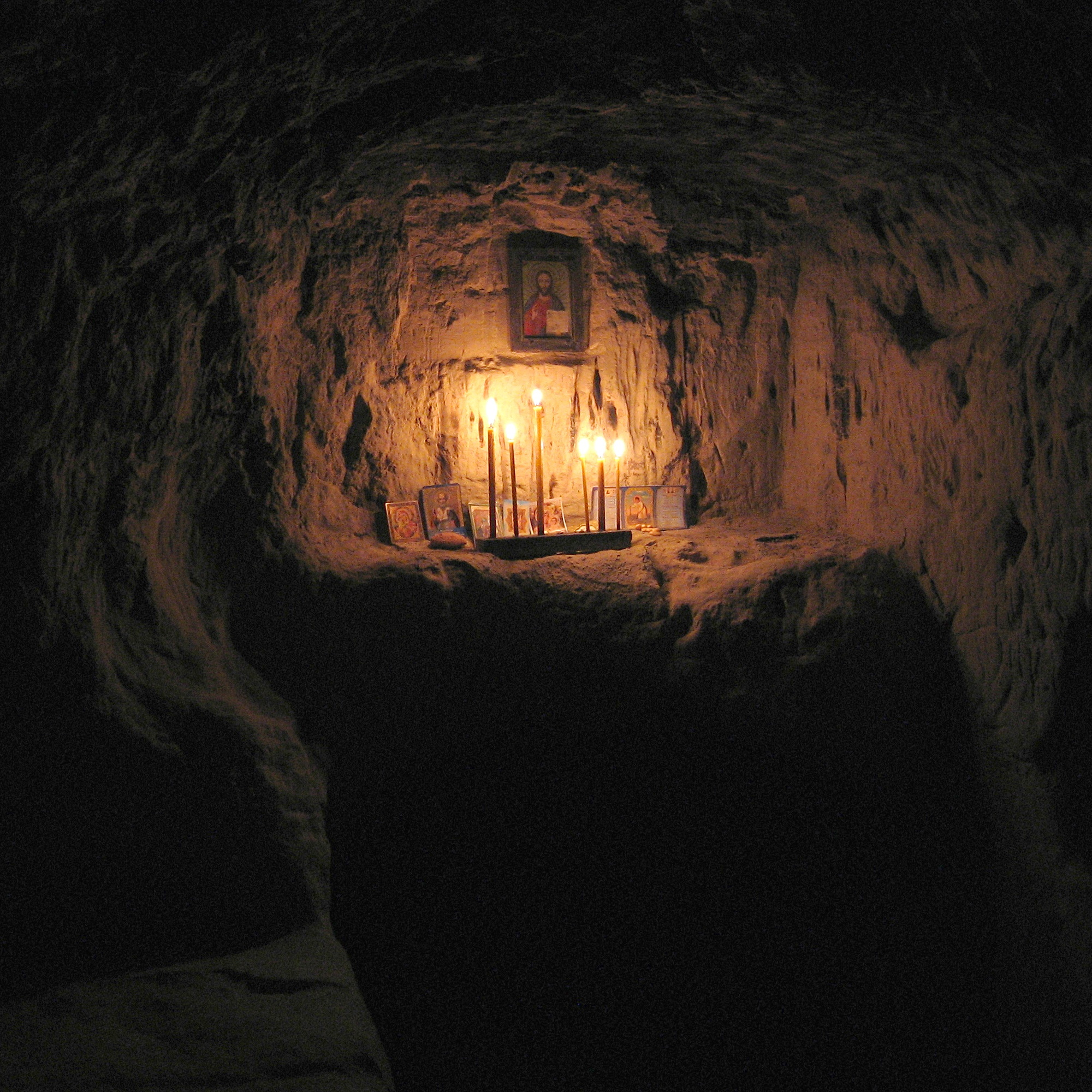
Келлия в пещерах Китаевской пустыни.

Пу́стынь — прежде уединённый монастырь или келья, монашеское поселение в традиции православия, обычно удалённый от основного монастыря, скит, располагавшийся в незаселённом людьми месте. Также пустынь — ненаселённое место, территория, сходное понятию «пустошь».

## История термина
Прежде пустынями называли небольшие мужские монашеские общины, имевшие обычно не более одного храма. В дальнейшем такой монастырь мог значительно вырасти в размерах, но сохранить в своём названии слово пустынь. Жители пустыни именовались братьями и собирались для совместного приёма пищи в трапезной, а также на совместные богослужения в храме. Остальное время они работали («несли послушание») или проводили время в кельях. По периметру пустынь могла ограждаться монастырской оградой. 
В настоящее время входит в состав названия некоторых монастырей на территории бывшей Российской империи.
Скорее всего, название связано с историей монашества: оно возникло в Египте, и монахи первых веков христианства (отцы-пустынники) подвизались в тамошних пустынях, например, своими подвижниками известны Фиваидская и Нитрийская пустыня.

## Примеры
- Барятинская Богородице-Рождественская пустынь в Калужской епархии;
- Вознесенская Давидова пустынь;
- Выгорецкая пустынь — центр беспоповщины в России в начале XVIII — 1-й половине XIX века;
- Глинская пустынь в селе Сосновке Сумской области Украины;
- Голосеевская пустынь в Киеве;
- Екатерининская пустынь в городе Видное Московской области;
- Елеазарова пустынь — скит Соловецкого монастыря в честь преподобного Елеазара Анзерского;
- Ермолинская пустынь (Свято-Воскресенский мужской монастырь) в селе Ермолино Ивановской области;
- Жерновогорская Предтеченская пустынь;
- Заоникиевская Богородице-Владимирская пустынь близ Вологды;
- Золотниковская пустынь в Шуйской епархии
- Татевская пустынь
- Пустынь в Хндзореске
- Зосимова пустынь (Троице-Одигитриевская Зосимова пустынь) в Наро-Фоминском районе Московской области;
- Коренная пустынь;
- Лукианова пустынь;
- Мамонтова пустынь в Тамбовской области;
- Михайло-Афонская Закубанская пустынь в Краснодарском крае, Адыгея;
- Николо-Берлюковская пустынь в Московской области, село Воскресенское (Авдотьино);
- Нило-Сорская пустынь в Кирилловском районе Вологодской области;
- Нило-Столобенская пустынь;
- Ново-Соловецкая Марчуговская пустынь — подворье Соловецкого монастыря в селе Фаустово Воскресенского района Московской области;
- Оптина пустынь;
- Преображенская пустынь под Елгавой, Латвия;
- Пустынь Святого Параклита — скит Троице-Сергиевой лавры;
- Рёконьская пустынь;
- Свято-Алексиевская пустынь в Переславском районе Ярославской области;
- Сергиева Приморская пустынь в Стрельне;
- Симбирская Соловецкая пустынь в Симбирской губернии;
- Тихонова пустынь с Афонским уставом в Калужской епархии;
- Троице-Благовещенская Синозерская пустынь в деревне Пустынь Чагодощенского района Вологодской области;
- Флорищева пустынь в Володарском районе Нижегородской области.
- и другие.